# Myrmica ritae
Myrmica ritae är en myrart som beskrevs av Carlo Emery 1889. Myrmica ritae ingår i släktet rödmyror, och familjen myror. Inga underarter finns listade i Catalogue of Life.